# Gladiator (singolo)
Gladiator è un singolo del cantante polacco Jann, pubblicato il 14 ottobre 2022.

## Descrizione
Gladiator è stata descritta da Jann come una satira dell'industria musicale e dello show business. In particolare, il testo intende soffermarsi sulla vita privata degli artisti, che spesso viene assecondata a quella lavorativa.

## Promozione

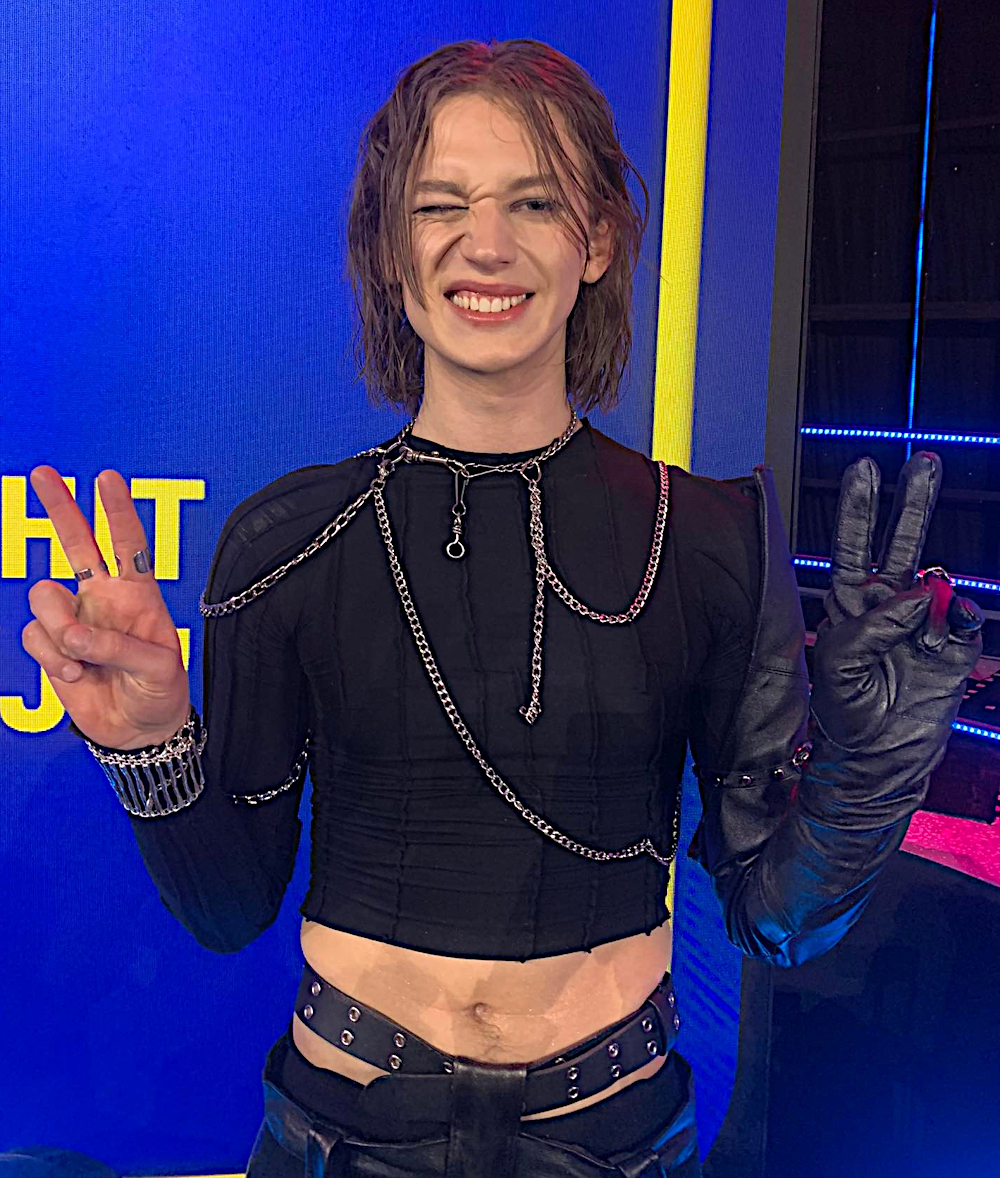
Jann durante la finale del Tu bije serce Europy! Wybieramy hit na Eurowizję, 26 febbraio 2023

Il 15 febbraio 2023 Gladiator è stata confermata tra le canzoni in gara alla seconda edizione di Tu bije serce Europy! Wybieramy hit na Eurowizję, festival utilizzato per selezionare il rappresentante polacco all'annuale Eurovision Song Contest. Durante la finale il brano si è classificato al 2º posto, vincendo il voto del pubblico e piazzandosi dietro a Solo di Blanka.

## Video musicale
Il video musicale, diretto da Jann e Adam Romanowski, è stato reso disponibile sul canale YouTube del cantante in concomitanza con l'uscita del singolo.

## Tracce
Testi e musiche di Jan Rozmanowski e Jeremiasz Hendzel.
1. Gladiator – 3:32

## Classifiche
| Classifica (2023) | Posizione massima |
| ----------------- | ----------------- |
| Lituania          | 13                |
| Polonia           | 2                 |